# 智能积木
智能积木指由控制器、电机、LED输出、传感器输入等智能颗粒及外形相同或相似的基本积木颗粒组成的积木型可编程、可扩展机器人套件。
智慧积木可以用寓教于乐的方式，培养孩子想象力、创造力及科学思维能力，增强动手能力等。